# Samantha Cook
Samantha Cook (nascida na Inglaterra em 10 de novembro de 1987) é uma competidora de jiu-jitsu brasileiro faixa-preta. Cook é campeã mundial de No-Gi, tetracampeã europeia e tetracampeã britânica em faixas coloridas. Primeira mulher britânica a vencer as seletivas do ADCC na divisão de faixa-preta, ela é multimedalhista mundial e campeã europeia em 2019, tanto no kimono quanto no No-Gi.

## Carreira
Samantha Lea Cook nasceu em Kingswood, próximo a Bristol, Inglaterra. Durante a juventude, iniciou no judô e competiu em saltos equestres. Aos 21 anos, descobriu o jiu-jitsu brasileiro e, após se mudar para Bristol em 2008, começou a treinar sob orientação de Chico Mendes, da equipe  Checkmat.
Em 2014, Cook venceu o Campeonato Europeu pela primeira vez como faixa-roxa. No Nacional Britânico IBJJF/UKBJJF de 2015, conquistou o ouro quádruplo ao vencer em duas divisões com kimono e no No-Gi. No mesmo ano, mudou-se para Londres, ingressando na afiliada da Checkmat, Fight Factory, e depois na Fightzone London, sob comando de Marco Canha. Ela conciliava os treinos noturnos com o trabalho como terapeuta respiratória no National Hospital for Neurology and Neurosurgery (Hospital Nacional de Neurologia e Neurocirurgia). Como faixa-marrom, venceu as seletivas europeias do Mundial do ADCC, sendo a primeira britânica a lograr esse feito no nível de faixa-preta; também conquistou o ouro no Europeu Open de 2017 (kimono e No-Gi) e dupla prata no Mundial de 2017, em sua categoria de peso e no absoluto.
Sua promoção a faixa-preta ocorreu em junho de 2017. Em agosto, estreando como faixa-preta no Polaris Pro Grappling 5 [en], em uma luta com kimono na categoria até 64 kg, venceu a britânica Vanessa English [en] por decisão dos juízes. Em julho de 2018, conquistou o ouro no Abu Dhabi Grand Slam [en] em Tóquio, na divisão até 70 kg, após derrotar Claudia do Val, e no Grand Slam UAEJJF [en] de 2018 em Abu Dhabi, finalizando Thamara Silva [en]. No Polaris 7 [en], perdeu uma luta No-Gi para a campeã mundial finlandesa Venla Luukkonen [en] por decisão dividida. Cook conquistou o bronze no Campeonato Mundial IBJJF de 2018 e ouro no Europeu de 2019, tanto no kimono quanto no No-Gi (além de bronze no absoluto No-Gi). Em 2019, obteve novamente bronze no Mundial, bronze no World Pro de Abu Dhabi [en] e prata no UAEJJF Grand Slam, Abu Dhabi [en]. No mesmo ano, venceu o ouro no UAEJJF British National Pro e no UAEJJF Netherland National Pro.

## Resumo competitivo no jiu-jitsu brasileiro
Principais conquistas (faixa-preta)
- Campeã do Campeonato Europeu IBJJF (2019)
- Campeã do Campeonato Europeu No-Gi (2019)
- Campeã do Abu Dhabi Grand Slam Jiu-Jitsu World Tour Tóquio (2018)
- Campeã do Abu Dhabi Grand Slam Jiu-Jitsu World Tour, Abu Dhabi (2018)
- 2º lugar no Abu Dhabi Grand Slam Jiu-Jitsu World Tour, Abu Dhabi (2019)
- 2º lugar no Abu Dhabi Grand Slam Jiu-Jitsu World Tour, Londres (2019)
- 2º lugar no Abu Dhabi Grand Slam Jiu-Jitsu World Tour, Los Angeles (2018)
- 3º lugar no Campeonato Mundial de Jiu-Jitsu da IBJJF (2018 / 2019)
- 3º lugar no UAEJJF World Pro (2019)

Principais conquistas (faixas coloridas)
- Campeã Mundial No-Gi IBJJF (2015 faixa-marrom)
- Vencedora das seletivas europeias do ADCC (2017)
- Campeã do Campeonato Europeu IBJJF (2017 / 2016 faixa-marrom, 2015 / 2014 faixa-roxa)
- Campeã do IBJJF European Open No-Gi (2017[a] faixa-marrom)
- Campeã do UAEJJF Abu Dhabi Grand Slam (2016 faixa-marrom)
- Campeã do UKBJJF/IBJJF British Nationals (2015[b] faixa-roxa)
- Campeã do UKBJJF/IBJJF British Nationals No-Gi (2015[b] faixa-roxa)
- 2º lugar no Campeonato Mundial de Jiu-Jitsu (2017[c]/ 2016 faixa-marrom)
- 2º lugar no IBJJF World Championship No-Gi (2016 faixa-marrom)
- 2º lugar no UAEJJF Abu Dhabi Grand Slam (2017 faixa-marrom)

## Linhagem de instrutores
Helio Gracie > Rolls Gracie > Romero Cavalcanti (Jacaré) > Ricardo Vieira > Marco Canha > Samantha Cook

## Ver Também
- Tainan Dalpra
- Luiza Monteiro
- Gracie Barra
- Carlos Lemos Júnior
- Braulio Estima
- Tayane Porfírio
- Megaton Dias
- Mikey Musumeci
- Cyborg Abreu
- Rafael Lovato Júnior
- Ffion Davies
- Maggie Grindatti
- Kaynan Duarte
- Beatriz Mesquita
- Gezary Matuda